# Sukamekar (Sukaraja)
Sukamekar is een bestuurslaag in het regentschap Sukabumi van de provincie West-Java, Indonesië. Sukamekar telt 7059 inwoners (volkstelling 2010).